# Château de Massino Visconti
Pour un article plus général, voir Massino Visconti.
Le château Visconti di San Vito de Massino Visconti est un complexe fortifié érigé au XIe siècle, à l'entrée de la commune du même nom (province de Novare, Italie), perché au-dessus d'une suite de terrasses sur les hauteurs du Vergante. Depuis le XIIe siècle, il a été la propriété de la famille Visconti et en tant que tel il a été fréquenté par ses différents membres et par les ducs de Milan. Il a ensuite été hérité par d'autres branches de la famille.
Le Vergante est un territoire vallonné à quelques kilomètres à l'ouest du lac Majeur. Le site s'élève à 435 mètre au-dessus du niveau de la mer et a longtemps fait partie du duché de Milan. La région comprend d'autres fortifications médiévales comme la Rocca d'Angera (de l'autre côté du lac) ou encore celle d'Arona (aujourd'hui en ruines).

## Histoire

### Construction
La première trace dont nous disposons faisant mention d'une fortification à cet endroit remonte au IXe siècle lorsque Massino tombe entre les mains d'Engelberge, femme de l'empereur Louis II le Jeune. Le site a ensuite été donné au monastère de Saint-Sixte de Piacenza puis confié aux moines de Saint-Gall. La construction du château fort commence vers le XIe siècle.
En 1134, Guido Visconti, fils d'Ottone s'est vu confier la gestion du site par les moines. Cela sera confirmé par le roi Conrad III huit ans plus tard. Depuis lors le château est resté la propriété de la Famille Visconti.
Le château devient la résidence de campagne de la famille, qui s'y installe en 1139 en tant que seigneurs féodaux. Le vaste panorama sur le Lac Majeur (et au-delà) que l'on peut apprécier depuis le château a été la raison de l'intérêt porté par les Visconti à ce site. Le château de Massino Visconti a été partiellement démoli en 1358 par Galéas II Visconti, Duc de Milan en guerre avec le marquis de Monferrat qui avait décidé de détruire tous les châteaux du Vergante à l'exception de celui de Massino de crainte de voir ses ennemis les utiliser contre lui.

### Rénovations successives
Le bâtiment actuel est le résultat d'une série de rénovations considérables réalisées au XVIe siècle. Il se développe sur trois niveaux, avec une seule tour (le donjon central) prise entre les bâtiments des XVIIe et XVIIIe siècles et dont un petit balcon près de la cour depuis lequel  les Visconti s'adressaient aux habitants du village.
Les trois autres tours ont été démolies pour laisser la place à la buanderie, à la cuisine, aux écuries, aux étables et au jardin,.
Par le passé, il existait également un fossé, un pont-levis, des prisons et des salles de torture, comme celle au bord d'un puits profond qui comportent encore des lames d'acier.
Les murs du château comportaient des fresques qui ont été blanchies à la chaux au cours de nombreuses épidémies. Il n'en reste donc presque rien aujourd'hui.
En 1721, Philippe Marie Visconti (archevêque) (it), futur archevêque de Milan y est né,.
La propriété du château passe ensuite des Visconti de Massino (une branche cadette des Visconti descendante d'Ottone, le plus grand des enfants de Guido) aux Visconti d'Aragon. En 1863 il est acheté et restauré par Pietro Pallestrini, érudit et auteur d'une revue industrielle de la région de Verbania et maire de Massino,,. Il le transmet  plus tard aux Visconti de San Vito qui sont les propriétaires actuels. Une partie des meubles et des archives des Visconti d'Aragon ont été démagés au Château de Somma Lombardo, une autre résidence des Visconti de San Vito.

### Aujourd'hui
Au début du XXe siècle, l'importance du château a amené la commune de Massino à se rebaptiser Massino Visconti.
Le château ressemble aujourd'hui à un manoir en bon état. Le château est accessible par l'autoroute A26 (sortie Meina). Après les premières maisons, il apparaît sur la droite à côté de l'église Santa-Maria. Le château a conservé trois tours : deux de part et d'autre de la porte sud, probablement l'ancienne entrée principale surmontée d'un biscione, emblème de la famille Visconti.
Au centre du château se trouve la tour principale. La cour du château aboutit sur une terrasse donnant sur le village et le Lac Majeur. La loggia sert encore lors d'évènements publics dans le village.

Biscione, armoiries de la famille Visconti